# Pierre-Auguste Renoir
Pierre-Auguste Renoir (n. 25 februarie 1841, Limoges, Franța – d. 3 decembrie 1919, Cagnes, Alpes-Maritimes, Franța) a fost unul din cei mai celebri pictori francezi, creator - împreună cu Claude Monet, Alfred Sisley, Paul Cézanne și alții - al curentului impresionist. Dragostea lui pentru desen, artă figurativă și portretele l-au îndepărtat mai târziu de impresionism. 
Sub influența lui Ingres, începând din anul 1883, universul său coloristic devine mai blând, pictează trupuri feminine strălucitoare. Denumit pe drept „pictorul bucuriilor vieții,” Renoir pictează cu pasiune până în ultima clipă a existenței sale.

## Viața și opera
Pierre-Auguste Renoir s-a născut la 25 februarie 1841 la Limoges. Tatăl său a fost croitor. Copilăria și-a petrecut-o la Paris, într-un cartier apropiat de palatul Louvre. Un timp, în copilărie, el a studiat canto, fiind în atenția organistului bisericii parohiale Saint Roch, Charles Gounaud. La 13 ani a lucrat deja ca decorator  de porțelanuri la firma fraților Lévy din Rue du Temple. Mai târziu a pictat evantaie și jaluzele, reușind să strângă o sumă de bani pentru a putea studia pictura. Timpul liber îl petrece la Louvre, unde copiază lucrările expuse în muzeu. După un scurt timp petrecut în școala pictorului Charles Gleyre, în 1862 este admis în Académie des Beaux-Arts din Paris. La școala de pictură a lui Gleyre cunoaște și se împrietenește cu Claude Monet, Frédéric Bazille și Alfred Sisley care studiau și ei pictura. Ei resping arta somptuoasă acceptată în acel timp de "Salonul Oficial", celebra expoziție anuală pariziană, unde lucrările erau admise după o selecție minuțioasă. A fost coleg și cu pictorul român Nicolae Grigorescu. 

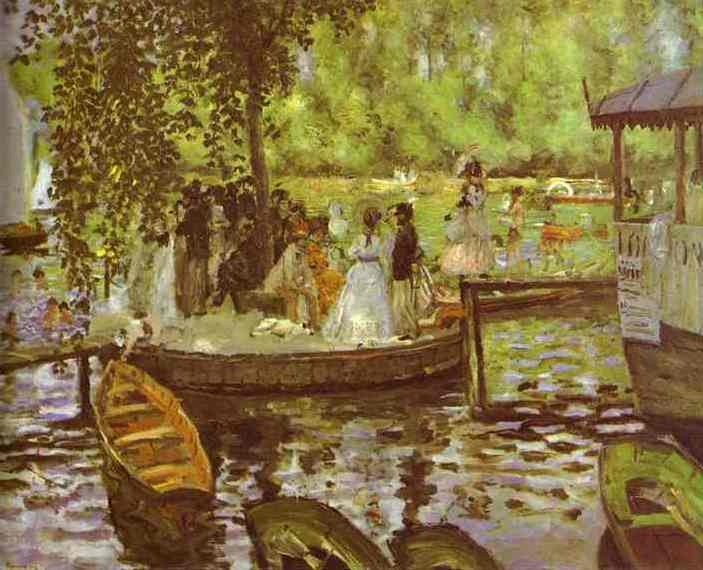
"La Grenouillère", 1869

Renoir reușește să expună în 1865, dar în anul următor este respins, împreună cu Manet și Cézanne. Lucrul se repetă și în 1867. Renoir se mută, împreună cu Monet, în casa lui Bazille din strada Visconti. Bazille dispune de mijloace financiare grație averii tatălui său, cei trei prieteni lucrează împreună toată ziua, iar serile și le petrec la cafeneaua Guerbois, loc de întâlnire a avangardei artistice.
În 1869 Renoir petrece mult timp la Bougival, împreună cu Monet. În 1867 și 1970 expune din nou la Salon. Moartea prietenului său, Bazille, căzut pe front în 1870 în Războiul franco-prusac îl afectează profund. După sfârșitul războiului, îl vizitează des pe Monet, care locuia atunci la Argenteuil, în apropiere de Paris. Vin aici și Sisley, Pissarro și Manet, pentru a picta împreună.

"Le Bal au Moulin de la Galette", 1876

Cei patru fondează asociația Société d'artists, care organizează în 1874 prima expoziție a impresioniștilor. Câțiva colecționari încep să se intereseze de pictura impresionistă și unele persoane influente îi comandă portrete. La sfârșitul anului 1879 pleacă în Italia, unde descoperă pe marii maeștrii ai Renașterii. Renoir începe să-și formeze propriul său stil. Personajele scoase în evidență cu contururi ferme din fundalul deschis al pânzelor sale amintesc de frescele italiene, iar trupurile albe ca porțelanul trimit la arta lui Ingres (période "ingresque").

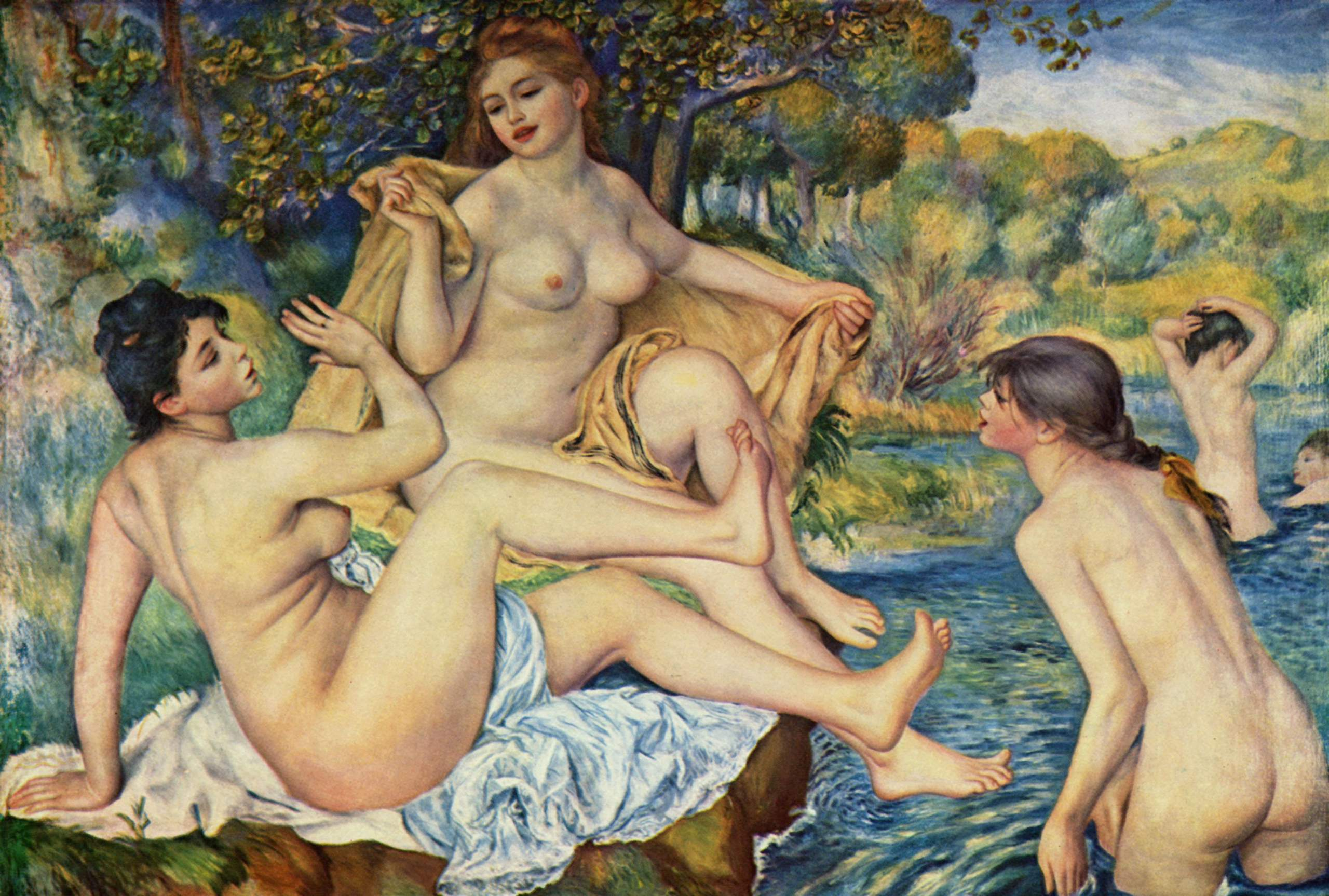
"Les grandes baigneuses", 1884

Pânza "Les grandes baigneuses", pictată în 1884 și expusă în 1887, aparține acestei epoci. În 1889 se mută la Chateau des Brouillards, în Montmartre și, în 1890, se căsătorește cu Aline Charigot. Directorul "Academiei de Arte Frumoase" îi achiziționează tabloul "Jeunes filles au piano" (1892), care ajunge încă din timpul vieții artistului într-un muzeu. Pe măsura înaintării în vârstă, liniile lui Renoir devin mai blânde și artistul se îndreaptă către un stil mai armonios și mai fin (période "nacrée").

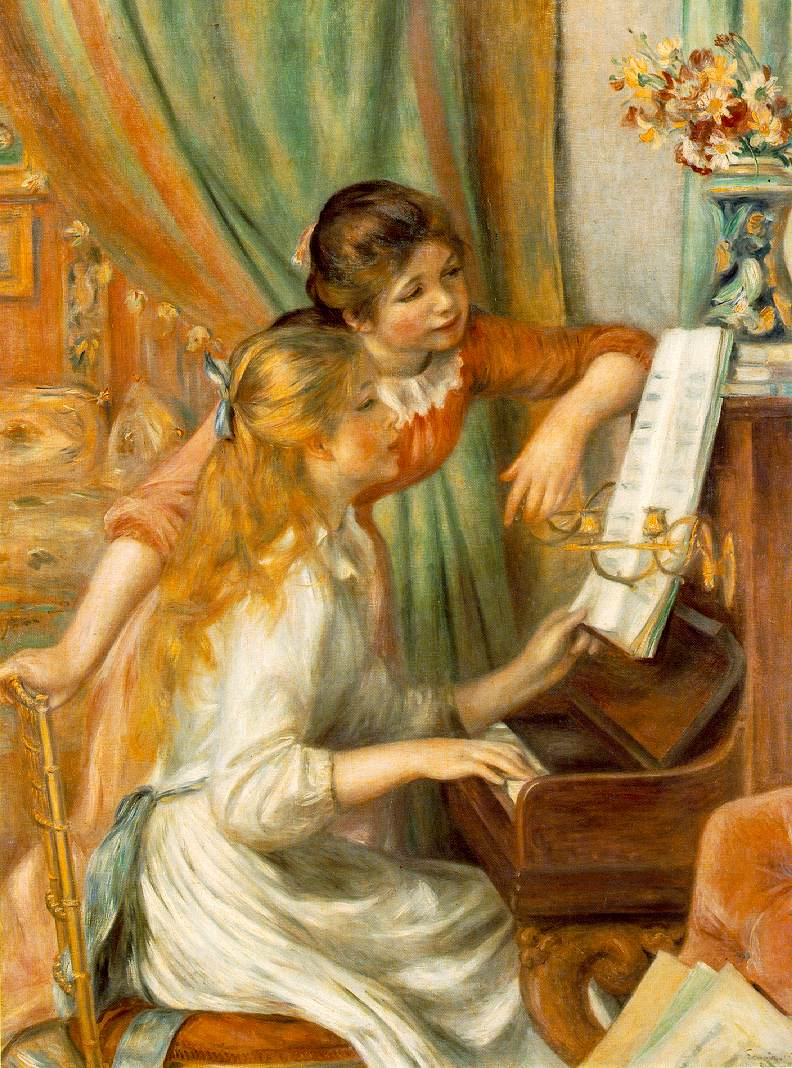
"Jeunes filles au piano", 1892

Artistul este chinuit de o paralizie parțială și de reumatism. Medicii îi recomandă o climă mai blândă, motiv pentru care în 1907 își cumpără o proprietate la Cagnes-sur-Mer, lângă Nisa. În 1919 este distins cu Ordinul Legiunii de Onoare. Ultimii ani ai vieții sunt marcați de moartea rudelor apropiate, de război și de boală. Renoir continuă însă să picteze. Lucrează șezând, cu penelul fixat de mâna dreaptă, dar regretă că nu mai poate picta tablouri mari. "Cred că n-a trecut nici o zi "Le Déjeuner des canotier"în viața mea în care să nu fi pictat" - mărturisește artistul cu puțin înainte de a muri. Se stinge din viață la vârsta de 78 de ani, pe data de 3 decembrie 1919.
Printre operele pe care le-a lăsat posterității se numără și "Le Déjeuner des canotiers" (Dejunul vâslașilor, 1881), lucrare ce reprezintă imaginea unor vâslași din Chatou, luând micul dejun în restaurantul Fournaise. Printre personaje se regăsesc și unii dintre apropiații artistului, chiar și viitoarea soție, Aline Charigot, a cărei imagine e surprinsă jucându-se cu un câine. Femeia întoarsă către bărbatul cu pălărie de pai e actrița Ellen Andrée. Identitatea femeii care apare în fundal, rezemată de balustradă e incertă, unii considerând că recunosc trăsăturile lui Jeanne Samary, alții că o văd pe fiica proprietarului restaurantului – Alphonsine. Pictorul însuși e un personaj al propriei lucrări.
Interesant e dialogul privirilor personajelor: bărbatul având capul descoperit privește înspre femeia cu pălărie albă, care la rândul ei își îndreaptă atenția spre vâslașul cu pălăria de pai. Vâslașul o privește pe Aline Charigot care își îndreaptă atenția spre cățelul pe care îl ține în brațe, acesta fiind cel care închide spirala. Cadrul creat de Renoir dă privitorului senzația că s-ar putea oricând așeza între meseni. Tabloul „Dejunul vâslașilor” este cumpărat în 1881 de Durand-Ruel care, contrar voinței pictorului, îl expune la cea de-a VII-a ediție a expoziției impresioniștilor.

### Mică galerie

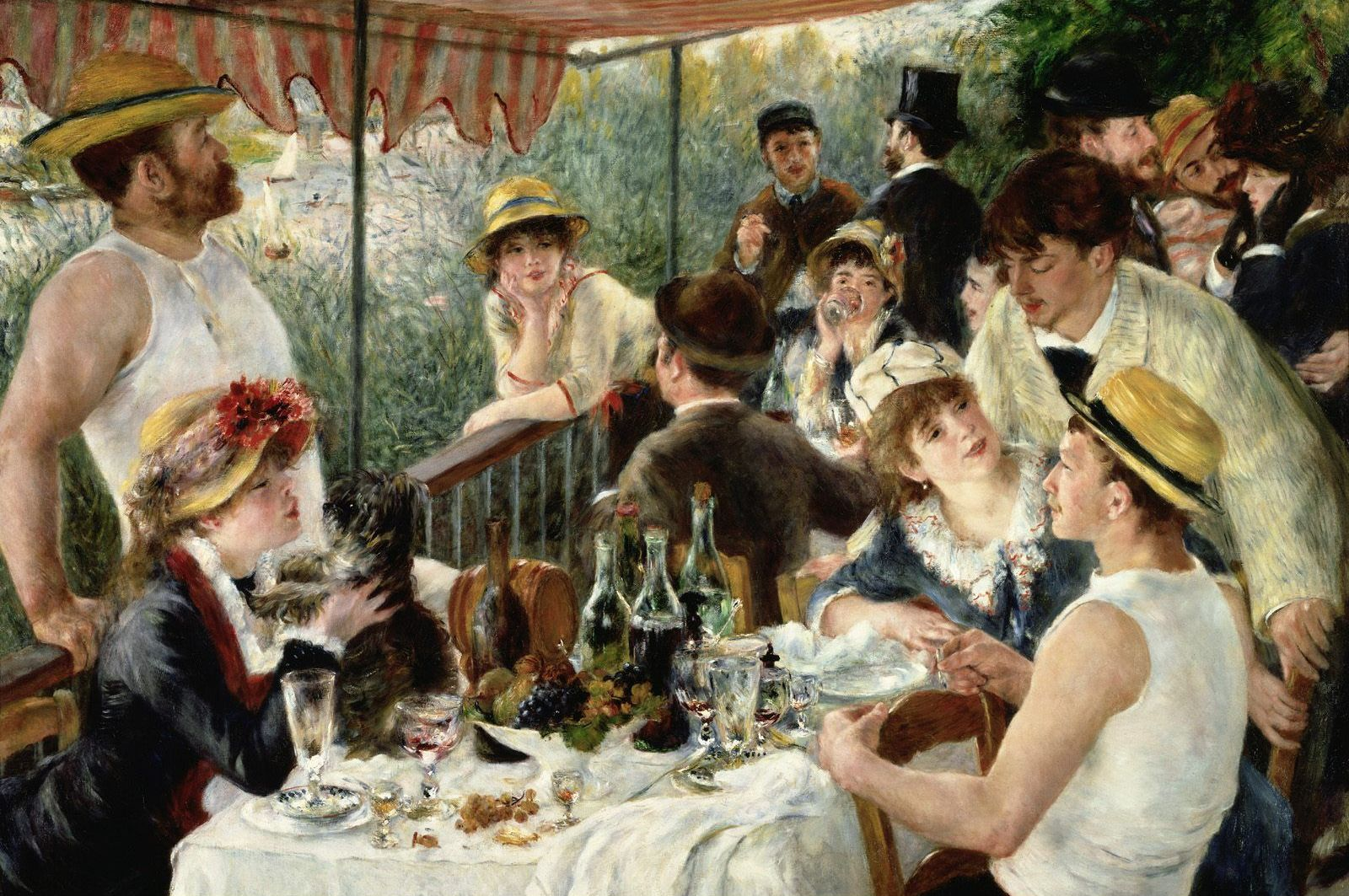
Le Déjeuner des canotiers, 1880-81
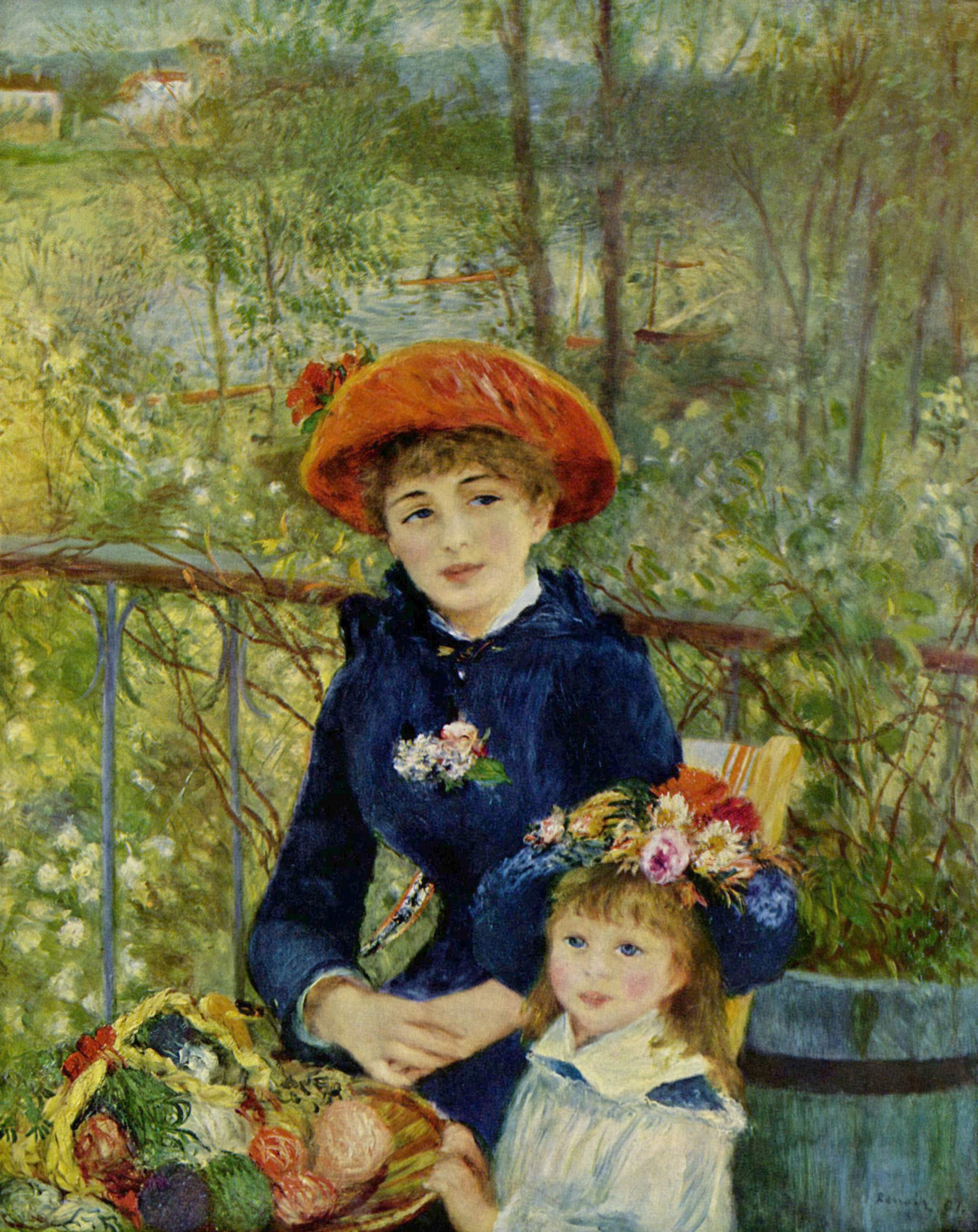
Sur la terrace, 1881
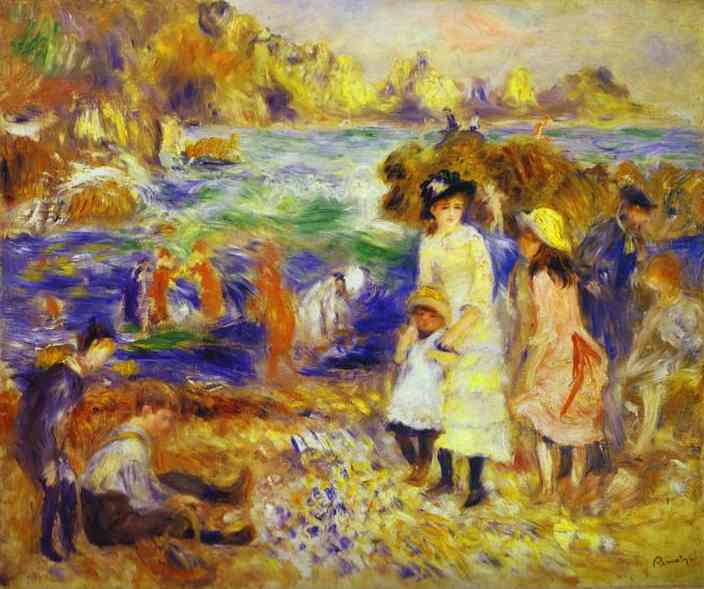
La plage de Guernesey, 1883
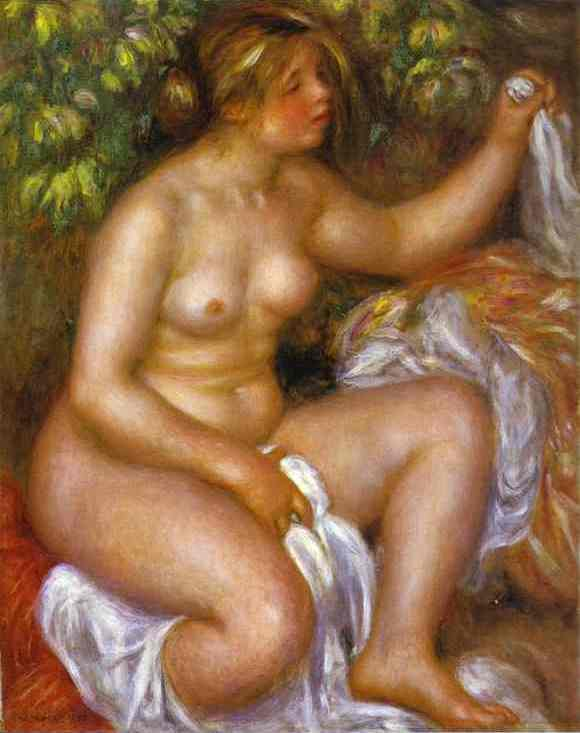
Après le bain, 1911